# فندق ألفونسو الثالث عشر
فندق ألفونسو الثالث عشر هو فندق تاريخي يقع في إشبيلية،إسبانيا بالقرب من جامعة إشبيلية.